# Солом'яний гриб
Солом'яний гриб (Volvariella volvacea) — вид базидіомікотових грибів родини Плютеєві (Pluteaceae).

## Будова
Ніжка світло-сірого кольору — 4—14 см. Внизу ніжки помітна вульва. Форма шапинки спочатку опукла чи конічна, а згодом стає майже плоскою. Шапинка сіро-коричнева з шовковистими пластинами — 5—16 см. Краї шапинки розщеплюються з часом. Солом'яний гриб схожий на отруйний мухомор зелений.

## Поширення та середовище існування
В основному його вдається бачити в садах, на купах старого гною, перегною. У лісі сніжний гриб може утворювати плодові тіла на поляні біля купи гнилого хмизу. Для цього виду гриба потрібен субстрат з великим вмістом органіки.

## Практичне використання
Вирощують для їжі. Популярний продукт у Південно-східній Азії.